# Ladysmith (Południowa Afryka)
Ladysmith – miasto w Republice Południowej Afryki, w prowincji KwaZulu-Natal.
W mieście rozwinął się przemysł spożywczy.